# 沃尔夫冈·莱德霍尔德
沃尔夫冈·莱得霍尔德（德語：Wolfgang Leidhold，1950年12月12日—），德国政治学家、哲学家及艺术家。

## 职业生涯
莱得霍尔德博士早年求学于波鸿鲁尔大学，学习社会科学、哲学以及东亚学。他的授业老师包括诺博特·伊利亚斯、冈特·加夫里克、约根·吉发德、利奥·科菲勒、埃里克·沃格林以及彼得·韦伯-舍费尔。在研究生毕业与求学于斯坦福大学之后，莱德霍尔德于1982年以论文《法朗西斯·哈奇森的道德与政治》获得了博士学位。1978年至1992年，他任教于埃朗根-纽伦堡大学。20世纪90年代，莱德霍尔德博士的研究重心在国际关系领域，他在该阶段与德国国际和安全事务研究所开展了密切合作。随后，莱德霍尔德博士在美国（乔治城大学、夏威夷大学）、澳大利亚、新西兰及南太平洋地区多国开展、实施了若干研究项目。1989年，莱德霍尔德博士开始了他的政治科学的教授任职论文项目创作，该项研究关注太平洋岛屿安全政策及问题（论文已于1991年完成）。在任教于路德维希-马克西米利安-慕尼黑大学与艾希施泰滕-英戈尔施塔特天主教大学之后，莱德霍尔德博士于1992年接受了科隆大学的教授职称。1997年，莱德霍尔德博士在科隆大学管理学、经济学与社会科学系（Wiso）启动并开发了ILIAS学习系统研究项目，他在该项目的努力使他于2015年获得了ILIAS Speedwell奖励。同时，因为在通过互动模拟为年轻观众提供对现代安全政策中复杂关系的理解方面的卓越成就，莱德霍尔德博士于2001年获得了卡尔·卡斯滕斯奖（前联邦德国总统奖）。

## 艺术活动
1972年至1975年，莱德霍尔德博士在德国画家汉斯-约根·施里克尔的指导下进行艺术训练。在参与波鸿的集体艺术展以及前往埃朗根-纽伦堡大学任教之后，他在埃伯哈德的工作室继续开展美术创作。莱德霍尔德博士在他的绘画中发展了一种跨历史的形而上的现实主义；尤其是依据所选择经典的艺术作品，他将文艺复兴时期的艺术技巧、构图风格以及着色特征与当代抽象形式进行结合。莱德霍尔德博士作品的灵感来自杜乔·迪·博尼塞尼亚、洛伦佐·莫纳科以及米开朗琪罗、拉斐尔。另外，卡洛·卡拉、乔治·德·基里科、马克斯·恩斯特与维利·鲍迈斯特以及让·杜布菲、赛·托姆布雷等现代艺术家也深刻地影响了莱德霍尔德的职业生涯以及他的神话主题作品、形而上主题作品中。
此外，莱德霍尔德博士也在纽约鲍里斯·鲁里艺术基金会担任顾问一职，主要工作为推广犹太艺术家鲍里斯·鲁里的作品。他分别于2014年与2016年在科隆的NS-文献中心与柏林的犹太博物馆发起了鲍里斯·鲁里的艺术作品与遗产的个人展览。